# شفق باوي
شفق باوي، دبلوماسية وسياسية وكاتبة تركيّة، ولدت في 10 تموز (يوليو) 1976. شفق عضو في البرلمان التركي عن حزب الشعب الجمهوري (تركيا) المعارض وتمثل محافظة إسطنبول. وهي أول امرأة من ذوي الاحتياجات الخاصة تنتخب عضوة في البرلمان التركي، وهي عضوة لجنة الأمم المتحدة لحقوق ذوي الإعاقة. عام 2012، كرّمتها وزارة الخارجية الأمريكية بجائزة أشجع امرأة دولية.

## حياتها المبكرة والتعليم
ولدت شفق في 10 تموز 1976 في أنقرة، والدتها عائشة أونال، صحفية وكاتبة معروفة. عام 1994، انتقلت إلى سويسرا مع زوجها لدراسة الفن والسينما. عام 1996، فقدت شفق ذراعها اليسرى وساقها اليسرى في حادث قطار في زيورخ. بعد عام انتقلت إلى لندن لمتابعة دراستها. درست العلاقات الدولية في جامعة وستمنستر وأكملت الدراسات العليا في كلية لندن للاقتصاد.

## العمل
خدمت شفق في المفوضية العليا للأمم المتحدة لشؤون اللاجئين، فقد كانت مسؤولة عن العلاقات الخارجية والمساعدات الإنسانية في الجزائر ومصر وإيران ولبنان وسوريا. عملت كمتحدّثة باسم المفوضية في منطقة وسط أوروبا في المجر ثم رأست أمانة هيئة معاهدة حقوق الإنسان في المفوضية السامية للأمم المتحدة لحقوق الإنسان.

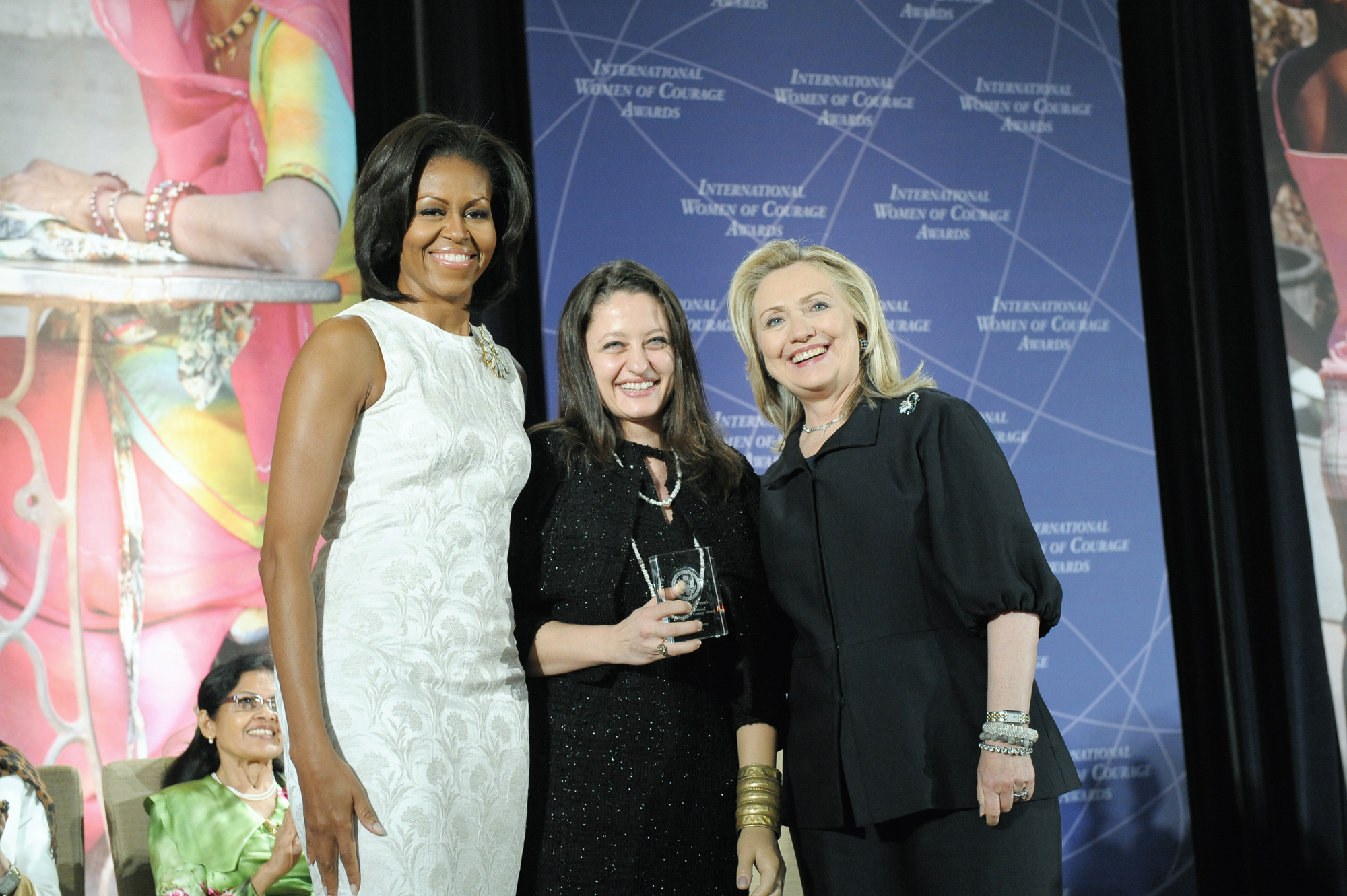
شفق مع ميشيل أوباما وهيلاري كلينتون في احتفال جائزة أشجع امرأة دولية

عملت شفق كاتبة صحفية في صحيفة أغوس الأسبوعية التي تصدر باللغتين التركية والأرمنية، وألّفت ثلاثة كتب. كما نفّذت مشاريع مشتركة مع جامعة هارفارد والأكاديمية الملكية للفنون في لندن ومجلس التصميم النرويجي في مجالات التصميم الشامل والأشخاص المشردين. ألّفت كتابها ('13 Numarali Peron) بالاشتراك مع والدتها وتسرد فيه تجربة حادثة القطار، وهو من أفضل الكتب مبيعاً في تركيا. تعاونت مع شيرين عبادي الحائزة على جائزة نوبل للسلام في تأليف كتاب «حقوق اللاجئين في إيران».
بعد 15 عاماً قضتها في الخارج، عادت شفق إلى تركيا عام 2011، وترشحت لمقعد في البرلمان. تركت منصبها في الأمم المتحدة عام 2012، ثم انتخبت نائباً لمقاطعة إسطنبول عن حزب الشعب الجمهوري. ومن ضمن عملها البرلماني، شفق عضو في لجنة الانضمام التركية-الاتحاد الأوروبي، ولجنة تركيا-الاتحاد الأوروبي البرلمانية المشتركة والتجمع البرلماني الأوروبي المتوسطي لاتحاد البحر المتوسط، واللجنة الفرعية الأورومتوسطية للطاقة والمياه والبيئة، وهي نائب رئيس وعضو مجموعات الصداقة البرلمانية التركية مع كوريا الجنوبية والنرويج. تم تعيينها لاحقاً إحدى رؤساء حزب الشعب الجمهوري، مسؤولة عن السياسة البيئية والاجتماعية.

## تكريمات
- جائزة أشجع نساء العالم من الولايات المتحدة[1]
- جائزة الشباب المتميز العالمية التي تقدمها الغرفة الفتية العالمية[4]
- جائزة علماني العام التي تقدمها الجمعية العلمانية في المملكة المتحدة [5]